# Gnamptogenys bulbopila
Gnamptogenys bulbopila is een mierensoort uit de onderfamilie van de Ectatomminae. De wetenschappelijke naam van de soort is voor het eerst geldig gepubliceerd in 2004 door Lattke.